# Ji'Ayir Brown
Ji'Ayir A'Veon Brown (Trenton, 25 gennaio 2000) è un giocatore di football americano statunitense che milita nel ruolo di safety per i San Francisco 49ers della National Football League (NFL).

## Carriera

### San Francisco 49ers
Brown al college giocò a football al Lackawanna College (2018-2019) e a Penn State. Fu scelto nel corso del terzo giro (87º assoluto) nel Draft NFL 2023 dai San Francisco 49ers. Debuttò come professionista subentrando nella gara del primo turno contro i Pittsburgh Steelers. La sua prima stagione si con 35 tackle e 2 intercetti in 15 partite, di cui 5 come titolare, venendo inserito nella formazione ideale dei rookie dalla Pro Football Writers of America.

## Palmarès

### Franchigia
- National Football Conference Championship: 1

San Francisco 49ers: 2023

### Individuale
- PFWA All-Rookie Team - 2023